# Jacobus Lodewijk Sobieski
Jacobus Lodewijk Hendrik Sobieski (Pools: Jakub Ludwik Henryk Sobieski) (Parijs, 2 november 1667 – Zjovkva, 9 december 1737) was kroonprins van Polen. Hij was de oudste zoon van koning Jan Sobieski en diens vrouw Maria Casimira de la Grange d'Arquien.

## Leven
In 1682 werd hij benoemd tot ridder in de Orde van het Gulden Vlies. Een jaar later vocht hij naast zijn vader tegen de Turken in de Slag om Wenen.
Na de dood van zijn vader in 1696 waren er negentien kandidaten voor de Poolse troon. Hoewel gesteund door Oostenrijk voorkwam onder andere rivaliteit binnen de familie, dat Jacobus Lodewijk zonder meer gekozen werd. Zo steunde zijn eigen moeder haar schoonzoon keurvorst Maximiliaan II Emanuel van Beieren.
Na zijn bekering tot het Rooms-katholicisme werd uiteindelijk keurvorst Frederik August van Saksen op 1 september 1697 als August II tot nieuwe koning van Polen gekroond. Voor het eerst in de geschiedenis van Polen werd niet de zoon van een overleden koning tot zijn opvolger gekozen. Bovendien kwam voor de eerste keer een Duitser op de troon, iets wat de Poolse adel voorheen zorgvuldig had vermeden.
Jacobus Lodewijk stierf in Zjovkva (dat toen de Poolse naam Żółkiew droeg) en werd in de kathedraal aldaar begraven.

## Huwelijk en kinderen
Op 25 maart 1691 huwde Jakob Lodewijk te Warschau met Hedwig Elisabeth van Palts-Neuburg (1673 – 1722), dochter van keurvorst Filips Willem van de Palts. Uit dit huwelijk werden zes kinderen geboren:
- Maria Leopoldina (30 april 1693 – 12 juli 1695)
- Maria Casimira (Warschau, 20 januari 1695 – Oława, 18 mei 1723), non
- Maria Charlotte (Oława, 15 november 1697 – 8 mei 1740); ∞ I (Straatsburg, 20 september 1723) Frédéric Maurice de La Tour d'Auvergne (Parijs, 24 oktober 1702 – Straatsburg, 1 oktober 1723), prins van Turenne; ∞ II (2 april 1724) Charles Godefroy de la Tour d'Auvergne (Parijs, 16 juli 1706 – kasteel Montalet, 24 oktober 1771), hertog van Bouillon
- Jan (21 oktober 1698 – juli 1699)
- Maria Clementina (1702 – 1735); ∞ (1719) Jacobus Frans Eduard Stuart (1688 – 1766), troonpretendent van Engeland en Schotland
- Maria Magdalena (° en † 3 augustus 1704)

## Voorouders
| Betovergrootouders                    | Jan Wojciech Sobieski z Sobieszyna (1518-1564) ∞ Katarzyna Zofia Gdeszyńska (1531-1600)      | Jakub Snopkowski (1530-1578) ∞ Anna Herburt (1535-?)                                         | Stanisław Daniłowicz (1520-1577) ∞ Katarzyna Tarło (1535-1582)                               | Stanisław Żółkiewski (1547–1620) ∞ Regina Herburt (1566-?)                                   | Charles de La Grange d'Arquien (?-1585) ∞ Louise de Rochechouart (?-1643)                    | Louis d'Ancienville (?-1611) ∞ Françoise de La Platière (1541-1598)                          | Jean de La Châtrede Bruillebault de la Châtre (?-1569) ∞ Madelaine de Clouys                 | Bonaventure Lamy ∞ Louise de la Marche                                                       |
| Overgootouders                        | Marek Sobieski (1550–1605) ∞ Jadwiga Snopkowska (1557-1589)                                  | Marek Sobieski (1550–1605) ∞ Jadwiga Snopkowska (1557-1589)                                  | Jan Daniłowicz (1570-1628) ∞ Zofia Żółkiewska (1590-1634)                                    | Jan Daniłowicz (1570-1628) ∞ Zofia Żółkiewska (1590-1634)                                    | Antoine de La Grange d'Arquien (1560-1626 ∞ Anne d'Ancienville                               | Antoine de La Grange d'Arquien (1560-1626 ∞ Anne d'Ancienville                               | Baptiste de la Châtre (1560-1615) ∞ Gabrielle Lamy (1591-?)                                  | Baptiste de la Châtre (1560-1615) ∞ Gabrielle Lamy (1591-?)                                  |
| Grootouders                           | Jakub Sobieski (1550-1605 ∞ Zofia Teofillia Daniłowicz (1607–1661)                           | Jakub Sobieski (1550-1605 ∞ Zofia Teofillia Daniłowicz (1607–1661)                           | Jakub Sobieski (1550-1605 ∞ Zofia Teofillia Daniłowicz (1607–1661)                           | Jakub Sobieski (1550-1605 ∞ Zofia Teofillia Daniłowicz (1607–1661)                           | Kardinaal Henri de la Grange d'Arquien (1613-1707) ∞ Françoise de La Châtre                  | Kardinaal Henri de la Grange d'Arquien (1613-1707) ∞ Françoise de La Châtre                  | Kardinaal Henri de la Grange d'Arquien (1613-1707) ∞ Françoise de La Châtre                  | Kardinaal Henri de la Grange d'Arquien (1613-1707) ∞ Françoise de La Châtre                  |
| Ouders                                | Koning Jan III Sobieski (1629-1696) ∞ 1665 Maria Casimira de la Grange d'Arquien (1641-1716) | Koning Jan III Sobieski (1629-1696) ∞ 1665 Maria Casimira de la Grange d'Arquien (1641-1716) | Koning Jan III Sobieski (1629-1696) ∞ 1665 Maria Casimira de la Grange d'Arquien (1641-1716) | Koning Jan III Sobieski (1629-1696) ∞ 1665 Maria Casimira de la Grange d'Arquien (1641-1716) | Koning Jan III Sobieski (1629-1696) ∞ 1665 Maria Casimira de la Grange d'Arquien (1641-1716) | Koning Jan III Sobieski (1629-1696) ∞ 1665 Maria Casimira de la Grange d'Arquien (1641-1716) | Koning Jan III Sobieski (1629-1696) ∞ 1665 Maria Casimira de la Grange d'Arquien (1641-1716) | Koning Jan III Sobieski (1629-1696) ∞ 1665 Maria Casimira de la Grange d'Arquien (1641-1716) |
| Jacobus Lodewijk Sobieski (1667-1737) |                                                                                              |                                                                                              |                                                                                              |                                                                                              |                                                                                              |                                                                                              |                                                                                              |                                                                                              |